# Estadio de O’Donnell
Das Estadio de O’Donnell war ein Fußballstadion in der spanischen Stadt Madrid. Es diente von 1912 bis 1923 als Heimstätte von Real Madrid und erreichte eine Kapazität von rund 3500 Zuschauern.

## Geschichte
In den frühen Jahren verfügte der Madrid FC, wie Real Madrid zu jener Zeit hieß, über kein echtes Stadion. Zwischen 1900 und 1902 spielte die Mannschaft vorwiegend auf dem Campo de Estrada und zwischen 1902 und 1910 zumeist auf dem Explanada de la plaza de toros, einem nahe der ehemaligen Stierkampfarena Plaza de toros de Goya gelegenen Grundstück auf dem die Taverne La Taurina zu einem improvisierten Vereinsgebäude wurde, sowie einer Pferderennbahn im Stadtviertel Pardiñas. Bereits ab 1910 begann der Madrid FC seine Spiele auf einem Gelände auf der Calle de O’Donnell, umringt von de Straßen Narváez, Fernán González und Duque de Sesto, auszutragen. Eigentümer des Grundstücks war Laureano García Camisón, der Fußballverein bezahlte rund 1000 Pesetas an jährlicher Miete.
Im Jahr 1912 begannen die Vereinsmitglieder von Madrid FC mit der Instandsetzung und Planierung der Spielfläche sowie dem Bau einer Holzabgrenzung, die den neu errichteten Zuschauerraum vom Spielfeld trennte. Damit war das erste echte Fußballstadion der Stadt entstanden. Am 31. Oktober 1912 wurde das Estadio de O’Donnell schließlich in einem Match zwischen den Hausherren und Irun Sporting Club feierlich eröffnet, das Spiel endete mit einem torlosen 0:0. Wenig später wurde eine kleine überdachte Haupttribüne mit Fassungsvermögen für 216 Zuschauer errichtet. Insgesamt fasste die Spielstätte rund 6000 Zuseher.
Im Estadio de O’Donnell fand zwei Mal das Endspiel der Copa del Rey, des zu dieser Zeit wichtigsten Vereinsbewerbs Spaniens, statt. Im Jahr 1913 besiegte Racing Irún den Lokalrivalen Athletic Bilbao im Wiederholungsspiel mit 1:0, nachdem die erste Begegnung mit 2:2 beendet worden war. Im Jahr 1918 unterlag die Heimmannschaft Madrid FC im Endspiel Real Unión Irún mit 0:2.
Im Jahr 1923 musste der Klub das Estadio de O’Donnell verlassen, da der Grundstückseigner beschlossen hatte Wohnhäuser auf dem Areal zu errichten. So zog Real Madrid im April in das Velódromo de Ciudad Lineal, bevor der Verein am 17. Mai 1924 das vereinseigene Estadio de Chamartín einweihen konnte.

### Länderspiel im Estadio de O’Donnell
Das einzige Spiel der spanischen Nationalmannschaft im O’Donnell fand am 18. Oktober 1921 gegen Portugal statt. Es war der zweite Auftritt der Selección auf heimischem Boden nach dem erfolgreichen Debüt bei den Olympischen Spielen 1920 in Antwerpen und der erste in der Hauptstadt Madrid. Zugleich handelte es sich um das erste offizielle Länderspiel der Portugiesen. Die Begegnung endete mit einem 3:1-Sieg der Spanier und die Tore der Heimmannschaft erzielten Paulino Alcántara (2) und Manuel Meana während Alberto Augusto durch einen verwerteten Handelfmeter der Treffer der Gäste gelang.
| Datum             | Heimteam | Gastteam | Resultat | Anlass             |
| ----------------- | -------- | -------- | -------- | ------------------ |
| 18. Dezember 1921 | Spanien  | Portugal | 3:1      | Freundschaftsspiel |

## Trivia
Real Madrids Lokalrivale Atlético Madrid spielte von 1913 bis 1923 in einem Stadion mit demselben Namen. Dies führt gelegentlich zur falschen Annahme, dass sich beide Teams das Feld teilten. Tatsächlich befand sich das Campo de O’Donnell, auf dem die Rojiblancos ihre Heimspiele austrugen, etwa 500 Meter südwestlich, umringt von den Straßen Calle de Narváez, Menorca und Lope de Rueda.